# Shroff
Shroff ist ein Begriff aus der Kolonialzeit in Indien und China.

## Definition
Ein Shroff war in China ein chinesischer Angestellter, der sich darum kümmerte, dass ausgestellte „Chits“ (eine Art Schuldschein) pünktlich beglichen wurden. Im damaligen Shanghai z. B. wurde unter den Expats alles bargeldlos erledigt, indem man seine Unterschrift auf eine Rechnung, dem „Chit“, setzte. Einmal im Monat schickte der Kreditgeber seinen Shroff aus, um das Geld einzutreiben. Man könnte dieses Verfahren als einen Vorläufer des heutigen Kreditkartensystems betrachten.
Compradores beschäftigten in der Regel mehrere Shroffs, die auch alle Aufgaben zu erledigen hatten, die im Büro anfielen.
In Indien waren die Shroffs selbstständige Kaufleute und im Geldwechsel, -verleih und als Bankiers tätig. Die Shroff zählten mit ihrem informellen, landesweiten Netzwerk aus Korrespondenzhändlern zur reichsten Bevölkerungsschicht. Vergleichbar in Tätigkeit und Verbreitung sind die Seth Nordindiens und die Chettiyar (Chetti) in Südindien.

## Etymologie
Die Bezeichnung Shroff stammt vom arabischen ṣarrāf, mit dem im Nahen Osten Geldwechsler bezeichnet wurden, die den Reingehalt von Silbermünzen prüften und entsprechend in andere Denominationen umwechselten.

## Belege
1. ↑  Sketch of the Commercial Resources of ... British India (1837), S. 45 ff.,  nachgedruckt bei Chaudhuri, Economic Development of India (1971), S. 217–316, hier S. 258 ff.: and they constitute now, and have always constituted, by far the wealthies class of the Indian people; s. a. Hobson-Jobson, Dictionary S. 831 f.
2. ↑  Hobson-Jobson, Dictionary S. 831